# Claude Lanzmann
Claude Lanzmann, född 27 november 1925 i Paris, död 5 juli 2018 i Paris, var en fransk journalist, författare och filmregissör. Lanzmann tillhörde kretsen kring Simone de Beauvoir och Jean-Paul Sartre och efterträdde de Beauvoir som chefredaktör för tidskriften Les Temps Modernes 1986, en position han innehade till sin död. I Sverige är han mest känd för sin nio timmar långa dokumentärfilm om Förintelsen, Shoah från 1985. Lanzmann är hedersdoktor vid European Graduate School, där han även har gästföreläst.

## Biografi
Claude Lanzmann kom från en fransk judisk familj med rötter i Östeuropa. År 1943, när han var 18 år gammal, anslöt han sig till kommunistpartiet och franska motståndsrörelsen. Efter kriget studerade Lanzmann filosofi vid Sorbonne och universitetet i Tübingen samt undervisade vid Freie Universität i Berlin. Några artiklar Lanzmann publicerade i bland annat Le Monde uppmärksammades av Sartre och de Beauvoir vilket ledde till att han blev redaktör på deras vänstertidskrift Les Temps Modernes 1952. Lanzmann och de Beavoir inledde även ett "äktenskapsliknande förhållande" som varade i åtta år.
Som journalist specialiserade sig Lanzmann på djupintervjuer, en metod han även använde i sina dokumentärfilmer om Förintelsen. Till dessa hör den nio timmar långa  Shoah som han arbetade med under tio år, från 1974 till 1985. Shoah räknas som en av filmhistoriens främsta dokumentärfilmer.
Lanzmann var fram till sin död chefredaktör för Les Temps Modernes samt föreläsare vid European Graduate School, där han även blivit utnämnd till hedersdoktor.

## Filmer i urval
- Pourquoi Israël/Israel, Why (1973)
- Shoah (1985)
- Sobibor, 14 octobre 1943, 16 heures (2001)
- Le rapport Karski/The Karski Report (2010)
- Le dernier des injustes/The Last of the Unjust (2013)
- Shoah: Four Sisters (2017)

## Böcker i svensk översättning
- Shoah: de överlevande berättar (med förord av Simone de Beauvoir, översättning Mats Löfgren, Stockholm: Alfabeta, 1986) ISBN 91-7712-087-6
- Haren i Patagonien: minnen (översättning Peter Landelius, Stockholm: Lind & Co, 2013) ISBN 978-91-7461-183-0